# Miguel Melero Blanco
Miguel Melero Blanco (c. 1883-1938) va ser un militar espanyol que va combatre en la Guerra Civil Espanyola.

## Biografia
El juliol del 1933 va ser defensor militar del tinent coronel Julio Mangada Rosenörn durant un consell de guerra al qual se li va sotmetre per diversos delictes contra l'honor militar. uan al juliol de 1936 va esclatar la Guerra civil, en aquell moment Melero Blanco tenia 53 anys i ostentava el rang de capità d'infanteria, estant destinat al Regiment d'Infanteria «Wad-Ras» n. 1. Va jugar un important paper en l'aixafament de la revolta en les Casernes de Carabanchel. Es va mantenir fidel a la República i durant la contesa va manar diverses unitats, com la 75a Brigada Mixta i la 6a Divisió, ascendint al rang de tinent coronel.
Es va traslladar amb la seva unitat al front de Llevant, on va caure en combat a mitjan 1938.